# رابرت برنارد (بازیکن فوتبال)
رابرت برنارد (انگلیسی: Robert Bernard; ۱۰ مارس ۱۹۱۳ – ۱۷ فوریهٔ ۱۹۹۰) بازیکن فوتبال اهل آلمان بود.
از باشگاه‌هایی که در آن بازی کرده‌است می‌توان به اشاره کرد.
وی همچنین در تیم ملی فوتبال آلمان بازی کرده‌است.